# Любовь во время холеры
«Любовь во время холеры» (исп. El amor en los tiempos del cólera) — роман Габриэля Гарсиа Маркеса, впервые опубликованный на испанском языке в 1985 году. В России роман также выходил под названием «Любовь во время чумы».

## Сюжет
Главной героиней романа является Фермина Даса. Она отвергает предложение друга детства Флорентино Арисы, понимая, что их юношеская любовь была лишь наивным эпизодом в её жизни. В возрасте 21 года (последний срок, который она установила сама себе для замужества) она выходит замуж за Хувеналя Урбино. Урбино — врач, он поглощён наукой и идеями борьбы с холерой. Он очень рациональный человек, вся его жизнь чётко организована. Любовь Урбино противопоставляется любви Арисы, который преисполнен старомодного романтизма. Фермина узнаёт, что Урбино не был таким преданным мужем, как казался. Он честно сознаётся ей о романе, который у него был уже во время их брака. После того, как Урбино умирает, любовь между Ферминой и Арисой вспыхивает с новой силой, когда они уже не молодые люди. Но это не та наивная юношеская любовь, а любовь зрелых, познавших жизнь людей. Они совершают круиз на корабле, принадлежащем Арисе и любят друг друга. Чтобы избежать лишних остановок для таможенных проверок, они повесили флаг, означающий наличие болезни на судне (отсюда и название романа). Однако с таким флагом их не пускают обратно, и любящие отправляются в новый круиз.

## Персонажи романа
- Фермина Даса — главная героиня
- Флорентино Ариса — главный герой
- Хувеналь Урбино де ла Калье — муж Фермины Дасы
- Лоренсо Даса — отец Фермины Дасы
- Херемия де Сент-Амур — фотограф, с чьего самоубийства начинается роман
- Тётушка Эсколастика — женщина, помогавшая Фермине и Флорентино, когда у них был роман
- Трансито Ариса — мать Флорентино
- Ильдебранда Санчес — кузина Фермины
- Мисс Барбара Линч — любовница Урбино
- Леон XII — работодатель Флорентино Арисы, президент Карибского речного пароходства.
- Леона Кассиани — коллега Флорентино Арисы.

## Экранизация
В 2007 году роман был экранизирован киностудией New Line Cinema.